# إيغون هانسن
إيغون هانسن (بالدنماركية: Egon Hansen)‏ هو لاعب كرة قدم دنماركي، ولد في 19 فبراير 1937 في كوبنهاغن في الدنمارك. شارك مع منتخب الدنمارك لكرة القدم. أما مع النوادي، فقد لعب مع نادي أودنسه.

## وصلات خارجية
- إيغون هانسن على موقع قاعدة بيانات كرة القدم.إي يو (الإنجليزية)
- إيغون هانسن على موقع ناشيونال فوتبول تيمز (الإنجليزية)